# (13389) Stacey
(13389) Stacey est un astéroïde de la ceinture principale.

## Description
(13389) Stacey est un astéroïde de la ceinture principale. Il fut découvert le 10 janvier 1999 à Fair Oaks Ranch par John V. McClusky. Il présente une orbite caractérisée par un demi-grand axe de 3,13 UA, une excentricité de 0,16 et une inclinaison de 1,8° par rapport à l'écliptique.

## Compléments